# Nathalie Claude
Nathalie Claude se describe a sí misma como "actriz, directora, bailarina, coreógrafa, escritora y, a veces, MC, Drag King, payaso, entrenador artístico y músico"  de Montreal. Trabaja en francés e inglés y, en ocasiones, hace actuaciones bilingües. 

## Carrera
Creó sus primeros cinco solos para Studio 303 en Montreal y realizó giras con muchos de ellos por Toronto (Budies in Bad Times Theatre), Nueva York (Performance Mix Festival y Dixon Place), Berlín (Ausland), Florencia (Teatro della Limonaia) y Ljubljana. (Ciudad de las Mujeres). "  Una de sus obras más notables fue Le Salon Automate/The Salon Automaton, en la que compartió escenario con tres robots de tamaño humano. Fue creada en 2008 en la Usine C de Montreal, luego realizó una gira por Quebec y apareció en la temporada teatral de 2009 de Buddies In Bad Times,  todo con gran éxito de crítica.  Como miembro del colectivo teatral Momentum, colaboró con artistas como Céline Bonnier y Lin Snelling para generar piezas teatrales, entre ellas: Les Filles de Séléné (1999-2001), La Fête des Morts (2002-2004) y Limbes/ Limbo (2004). 
Ha colaborado con dos plataformas feministas queer anuales con sede en Montreal: Le Boudoir, una noche de cabaret lésbico que existió entre 1994 y 2006, y Edgy Women,  una plataforma para actuaciones feministas experimentales que se encarnó anualmente desde 1993 hasta 2016. Además de esto, apareció con frecuencia en Hysteria: A Festival of Women de Toronto, dirigida por Moynan King, en Buddies in Bad Times Theatre. 
También ha aparecido en la pantalla en películas producidas en Canadá como Higglety Pigglety Pop!, Debe Haber Más en la Vida, Las Musas huérfanas (Les Muses orphelines) y Mistral Spacial . En televisión, interpretó durante 6 años el personaje de "Tite-Lène" en la comedia quebequense Km/h .
Nathalie fue codiseñadora de una exposición en el Museo de Bellas Artes de Montreal: JW Waterhouse: The Garden of Enchantment. Fue "la retrospectiva más grande jamás realizada de obras del célebre artista británico prerrafaelita John William Waterhouse".  La exposición fue nombrada una de las diez mejores exposiciones en Canadá de 2009 por la revista Canadian Art Magazine. 
Más recientemente, realizó una gira internacional desde 2012 hasta 2015 con la compañía de circo Cirque Du Soleil, con sede en Montreal, interpretando a Jeeves, el payaso masculino en el espectáculo Amaluna. 